# Nāḩiyat al Mushāhadah
Nāḩiyat al Mushāhadah (arabiska: ناحية المشاهدة) är ett underdistrikt i Irak.   Det ligger i provinsen Bagdad, i den centrala delen av landet, 40 km nordväst om huvudstaden Bagdad.